# Edouard Doublet
Edouard Oscar Doublet (Jemappes, 20 mei 1874 - Quaregnon, 16 juli 1934) was een Belgisch senator en burgemeester.

## Levensloop
Oorspronkelijk was Doublet mijnwerker, en hij werkte zich op langs de socialistische geledingen.
In 1924 werd hij verkozen tot gemeenteraadslid en onmiddellijk benoemd tot burgemeester van Quaregnon.
In november 1932 werd hij verkozen tot socialistisch senator voor het arrondissement Bergen-Zinnik en vervulde dit mandaat tot aan zijn relatief vroege dood.